# Cserhát
De Cserhát is een middelgebergte in Hongarije, deel van het Noordelijk middelgebergte. De hoogste top is de Karancs, met een hoogte van 729 meter boven de zeespiegel. De Cserhát bevindt zich op ongeveer 80 kilometer van Boedapest.
De Cserhát strekt zich uit van de voet van het Börzsönygebergte in het westen tot het Mátra- en Bükkgebergte in het oosten. In het zuiden wordt de Cserhát begrensd door de Alföld, waarbij het heuvelland van de Cserhátalja de overgang vormt. In het noorden vorm de rivier de Ipoly de grens. Het gebied is heuvelachtig, met de hoogste toppen in het centrum. Deze toppen zijn begroeid met bossen. Dit is van oudsher een gebied met veel wild.
Voor wat de architectuur betreft is dit gebied rijk aan kastelen, ruïnes, en authentieke dorpjes. Een daarvan is het dorpje Hollókő, een Unesco Werelderfgoed. Daarnaast bevinden zich ook ruïnes en kastelen in Sámsonháza, Buják en Ecseg. Een prachtig paleis is te vinden in Gödöllő (een paleis van de vermaarde keizerin Elisabeth ("Sisi").